# Pseudibis
A Pseudibis a madarak (Aves) osztályának a gödényalakúak (Pelecaniformes) rendjébe, ezen belül az íbiszfélék (Threskiornithidae) családjába és az íbiszformák (Threskiornithinae) alcsaládjába tartozó nem.

## Tudnivalók
A Pseudibis-fajok Délkelet-Ázsiában fordulnak elő.

## Rendszerezés
A nembe az alábbi 3 élő faj tartozik:
- fehérvállú íbisz (Pseudibis davisoni) Hume, 1875
- óriásíbisz (Pseudibis gigantea) (Oustalet, 1877) – ezt a madarat, korábban a monotipikus Thaumatibis Elliot, 1877 nembe sorolták, Thaumatibis gigantea néven, azonban újabban része a szóban forgó madárnemnek
- pirosfejű íbisz (Pseudibis papillosa) (Temminck, 1824)

### Fordítás
- Ez a szócikk részben vagy egészben  a   Pseudibis című angol Wikipédia-szócikk ezen változatának fordításán alapul.  Az eredeti cikk szerkesztőit annak laptörténete sorolja fel. Ez a jelzés csupán a megfogalmazás eredetét és a szerzői jogokat jelzi, nem szolgál a cikkben szereplő információk forrásmegjelöléseként.